# فينس جيوردانو
فينس جيوردانو (بالإنجليزية: Vince Giordano)‏ هو قائد فرقة ‏ أمريكي، ولد في 11 مارس 1952 في بروكلين في الولايات المتحدة.

## وصلات خارجية
- فينس جيوردانو على موقع IMDb (الإنجليزية)
- فينس جيوردانو على موقع ألو سيني (الفرنسية)
- فينس جيوردانو على موقع ميوزك برينز (الإنجليزية)
- فينس جيوردانو على موقع أول موفي (الإنجليزية)
- فينس جيوردانو على موقع قاعدة بيانات الأفلام السويدية (السويدية)
- فينس جيوردانو على موقع أول ميوزيك (الإنجليزية)
- فينس جيوردانو على موقع ديسكوغز (الإنجليزية)
- فينس جيوردانو على موقع قاعدة بيانات الفيلم (الإنجليزية)
- فينس جيوردانو على موقع كينوبويسك (الروسية)